# 三津木春影
三津木 春影（みつぎ しゅんえい、1881年10月15日 - 1915年7月14日）は、日本の小説家・翻訳家。本名は一実（かずみ）。男性。

## 経歴
長野県上伊那郡伊那村（現伊那市）生まれ。旧制松本中学（長野県松本深志高等学校）を中退し、早稲田大学英文科卒。はじめ自然主義文学を志し、1905年（明治38年）『新声』に「破船」を発表。1908年、押川春浪の『冒険世界』の編集に携わり、閃電子名義で『冒険世界』、三津木春影名義で『探険世界』にオースティン・フリーマンの翻訳「呉田博士」シリーズほか、西洋の探偵小説などを翻訳するほか、1914年に実業之日本社専属となり、自身でも探偵小説、スパイ小説、怪奇小説を書く。特に探偵小説では先駆的存在だったが、34歳で早逝した。
父は医師だが早世。母は要（よう）で、東京女子高等師範学校を出ており、のち小里頼永に嫁し、小里文子らを生んだ。

## 著書
- 『日本青年亜非利加猛獣国探検』[3]成功雑誌社 1908
- 『呉田博士 探偵奇譚』[4]中興館 1911、1912
- 『日本の危機 間諜の密計』[5]啓業館 1912
- 『孤島の姉妹』[6]実業之日本社 1912
- 『大宝窟王』[7]中興館 (二十世紀探偵叢書)1912-1913 - モーリス・ルブラン作『奇巌城』の翻案作品。
- 『呉田博士 探偵奇譚』[8]1-6編 中興館 1912-1915
- 『怪飛行艇』[9]実業之日本社 1913
- 『少年軍事探偵』[10]磯部甲陽堂 1913
- 『密封の鉄凾 怪奇小説』[11]磯部甲陽堂 1913
- 『コルクの釦』[12]磯部甲陽堂(ミステリー叢書)　1913
- 『空魔団 怪奇小説』[13]岡村盛花堂 1914
- 『黄金の指輪 少年小説』[14]岡村盛花堂(少年少女叢書)　1914
- 『白金の時計 少女小説』[15]岡村盛花堂(少年少女叢書)　1914
- 『海底の石牢』[16]中興館書店(奇譚文庫)1914
- 『国境線 愛国小説』[17]実業之日本社 1915
- 『幽霊岩』[18]中興館書店(奇譚文庫)　1915
- 『噴火島博士』[19]中興館書店(奇談文庫)　1915
- 『死人の裁判』[20]磯部甲陽堂(怪奇叢書)　1915
- 『地底の宝玉』[21]実業之日本社 1915
- 『不思議の鈴』[22]磯部甲陽堂(怪奇叢書)　1915
- 『魔尖塔 怪奇冒険探偵小説』[23]岡村書店 1916
- 『間諜団 怪奇小説』[24]本郷書院 1917
- 『三津木春影遺稿 第1』[25]内藤鋠策編 億兆社 1917
- 『海魔城 怪奇探偵』[26]本郷書院 1918

復刊　
- 『探偵奇譚呉田博士』末國善己編 作品社 2008
- 『怪盗対名探偵初期翻案集』北原尚彦編 論創社 論創ミステリ叢書別巻 2012 - モーリス・ルブラン『奇巌城』の三津木春影による翻案『大宝窟王』を収録

## 翻訳
- 『婦人の新修養』[27] ウヰルコックス 実業之日本社 1910.5
- 『皇帝謁見少年旅行』[28] ハーリー・スチール・モリソン（英: Harry Steele Morrison） 実業之日本社 1911.4
- 『古城の秘密 武侠探偵』[29] ルブラン 武侠世界社 （前篇）1912,（後篇）1913 [30]
- 『函中の密書』[31] 磯部甲陽堂 1913 (ミステリー叢書)
- 『金剛石 冒険的大探偵』[32] モリス・ルブラン 岡村書店 1913 - 『ルパン対ホームズ』の翻訳。#著書に記載されている『大宝窟王』同様、登場人物の氏名が日本的な氏名に変更されている。